# Плана (Чехія)
Плана (чеськ. Planá, нім. Plan) — місто на заході Чехії, в районі Тахов Пльзенського краю. Тут проживає близько 5400 жителів. Плана розташована в 10 км на південь від Маріанські Лазні, 11 км на північний схід від міста Тахов, і в 50 км на захід від Пльзеня, на висоті 544 м над рівнем моря. Статус міста був отриман у 1473 році.